# Пьяченца
Пьяче́нца (итал. Piacenza, эмил.-ром. Piasëinsa, лат. Placentia, Plasentia) — город в итальянском регионе Эмилия-Романья, административный центр одноимённой провинции. Расположен на южном берегу реки По рядом с впадением в неё Треббии, к юго-востоку от Милана.

## История

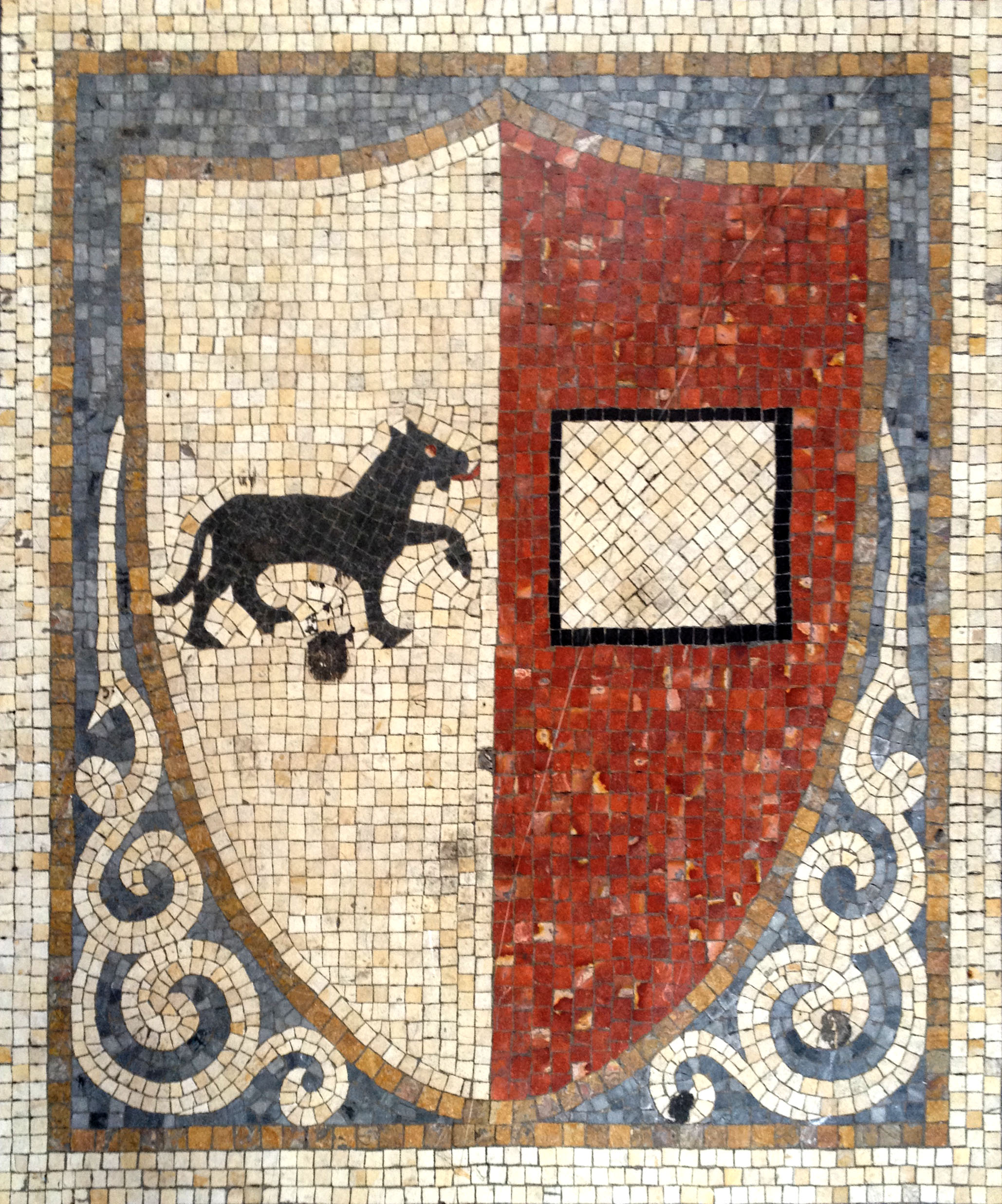
Мозаика древнего муниципального герба

Древнее название города — Плацентия (Placentia). Он был основан римлянами в 218 г. до н. э. Первоначальные колонисты в числе 6000 человек прибыли на территорию колонии в 30 дневный сжатый срок. Это обосновалось разгоревшейся Второй Пунической Войной, а также рисками восстания галлов. После сражения при Требии, именно в Плацентию отступили остатки римских легионов (немногим более 10 тыс. человек) где переносили осаду карфагенян благодаря подвозу припасов по реке По. Через одиннадцать лет колония выдержала осаду карфагенского военачальника Гасдрубала. Ещё через семь лет Плацентию разорили галлы. В 187 г. до н. э. была соединена с Римини Эмилиевой дорогой, что превратило Плацентию в значительный пункт на пути из Рима в Северную Европу и стало залогом её экономического благосостояния на тысячелетие вперёд.
С 997 по 1035 год во главе Пьяченцы стоял епископ. В XII веке горожане добились самостоятельности и вступили в Ломбардскую лигу городов, которые поддерживали Фридриха Барбароссу в его противостоянии с папством. Затем последовало столетие политических неурядиц, когда схлестнулись миланские семейства Висконти и Сфорца (см. Итальянские войны).
В 1545 году папа Павел III создал для своего сына Пьера Луиджи Фарнезе наследственное герцогство Пармское, вторым городом которого и стала Пьяченца. После пресечения рода Фарнезе в 1731 году герцогство отошло испанским Бурбонам, у которых его отобрал Наполеон в 1808 году. Затем до 1847 года Пармой и Пьяченцей владела его супруга Мария-Луиза, после смерти которой в Пьяченцу на тринадцать лет вернулись Бурбоны.

## Памятники и достопримечательности

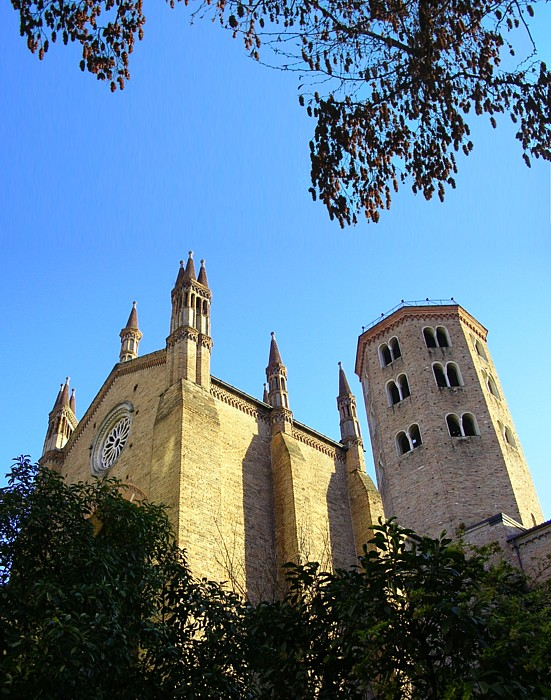
Церковь Святого Антонина, покровителя Пьяченцы

Городская планировка Пьяченцы в значительной степени следует той, что была принята ещё древними римлянами. Центральное сооружение города — кирпичный собор Вознесения Девы Марии и Св. Юстины в ломбардско-романском стиле (1122—1233). Фасад собора Сан-Антонино относится к XI веку, но большая часть церкви была позднее перестроена. Среди других значительных храмов — собор Сан-Савино (Пьяченца) (освящена в 1107 году, редкие напольные мозаики XII в.); Сан-Франческо (заложен в 1278 году); Санта-Мария-ди-Кампанья (1522—1528 годы, фрески Порденоне); церковь Сан-Систо (1499—1511 гг.; для этого храма Рафаэль написал «Сикстинскую Мадонну»). Огромный палаццо Фарнезе начали строить в 1558 году для Маргариты Австрийской, но так и не закончили. Палаццо Комунале — средневековая постройка XIII—XIV веков.
Одной из главных достопримечательностей является площадь города — Пьяцца Кавалли.
Покровителями города почитаются святой Антонин, празднование 4 июля, и святая Иустина Падуанская.

## Спорт
- «Пьяченца» — футбольный клуб, основанный в 1919 году.

## Медицина
- «Gruppo Otologico» — клинический центр по отологии, занимается лечением больных с патологией уха и основания черепа, а также подготовкой специалистов по отохирургии.